# بخش سالم (شهرستان میگس، اوهایو)
بخش سالم (به انگلیسی: Salem Township) یک منطقهٔ مسکونی در ایالات متحده آمریکا است که در شهرستان میگس، اوهایو واقع شده‌است.
 بخش سالم ۱۱۲٫۷ کیلومتر مربع مساحت و ۹۴۴ نفر جمعیت دارد و ۲۲۴ متر بالاتر از سطح دریا واقع شده‌است.